# David A. Kolb
David A. Kolb (født 12. december 1939) er en amerikansk forsker, der beskæftiger sig med indlæringsmetoder. Han er forfatter til bogen "Experiential Learning". I Danmark har hans metoder bl.a. vundet indpas inden for indlæringssystemet Flexlearn.
David Kolb har arbejdet med sammenhængen mellem læring, arbejde og hvordan ny viden skabes. Læring skal være en fortløbende proces, der skaber ny viden efter behov. Hans intellektuelle udgangspunkt for hans teori omkring "Experiential learning" blev skabt af Kurt Lewin, John Dewey og Jean Piaget. Og Kolb tilførte deres teoretiske overvejelser et holistisk(helheds) syn på læring.
"Experiential Learning" er et alternative til behavioral og kognitiv læringsteori.

## Kolbs teori om læringsstile
Ifølge Kolb er hvert enkelt menneske orienteret imod forskellige læringsmåder og har dermed sin egen læringsstil. Ifølge Kolb kan læreprocessen illustreres gennem læringscirklen, og individets vægtning af de forskellige stadier i læringscirklen bestemmer hans læringsstil.
Den divergent lærende lærer gennem konkret erfaringer, som bearbejdes gennem reflekterende observationer. Den assimilativt lærende lærer ved at indhente information gennem begreber og teorier og bearbejde dette gennem refleksion. Den konvergent lærende henter information ud fra teorier og begreber, og bearbejder denne gennem aktiv eksperimenteren. For den akkomodativt lærende opnås læring gennem konkrete erfaringer, som bearbejdes via aktiv manipulation. Erkendelsen er kendetegnet ved en rekonstruktion af den allerede eksisterende erkendelse.

## Anvendelse i didaktisk design
I didaktisk design kan Kolbs læringsstile imødekommes ved at teste den lærendes læringsstil, og herefter lade undervisningen understøtte hans/hendes foretrukne læringsstil. Denne fremgangsmåde, er den, man typisk vil se eksempler på, når man ser på læringstile som didaktisk metode.
En anden tilgang kunne være at føre undervisningen igennem alle fire faser i Kolbs læringscyklus. Således tilgodeser man de fire forskellige læringsindgange, som Kolb mener, er grundlaget for menneskelig erkendelse.